# Secret Discovery
«Secret Discovery» — рок-гурт з міста Бохум, Німеччина. Спочатку стиль гурту помітно орієнтувався на таких виконавців як «Fields of the Nephilim», «The Sisters of Mercy» або «The Mission», але згодом був розширений елементами металу та хардроку. З часом колектив сформував власне звучання, яке можна схарактеризувати як німецький дарк-рок.

## Історія
Гурт створили у 1989 році брати Кай (вокал) і Фальк (гітара) Гоффмани, Міхаель Гускі (гітара) і Маттес Гляте (бас). Перший LP «Way to Salvation» гурт видав власними силами і розповсюдив 1989 року. 1990 року до гурту приєднався перший барабанщик Роланд Вольф; перед першим офіційним записом його замінив Том Тус. З 1992 по 1994 рік гурт випустив три альбоми на різних незалежних лейблах, також його пісні увійшли до кількох компіляцій музики «темної сцени». Протягом цього часу «Secret Discovery» давав спільні живі концерти з іншими виконавцями, зокрема з «Cassandra Complex» і Філіпом Боа. 1994 року «Secret Discovery» місце гітариста Міхаеля Гускі зайняв Дірк Шульц, який грав з гуртом до 1995 року, після чого його змінив Юрген Шольц. У тому ж 1995 до гурту був найнятий новий барабанщик, Ларс Гребе.
У 1995 році гурт підписав контракт з німецьким лейблом GUN Records, на якому 1996 року вийшов альбом «Questions of Time», він досяг п'ятизначних показників продажів і зробив гурт відомим на готик-сцені. Гурт виступив на фестивалях «Out of the Dark» з Moonspell, Crematory та The Gathering, а у 1996 році вирушив у спільний тур з «Rammstein». 1996 року був записаний альбом «Philharmonic Diseases» з камерним оркестром. 1997 року «Secret Discovery» взяли участь у спільному турі з «Rage».
Альбом «Slave» вийшов у 1997 році і відзначився важчим музичним стилем. У мініальбомі «Slave to the Rhythm» представлена кавер-версія однойменної пісні Грейс Джонс. У цей період до «Secret Discovery» приєднався клавішник Дірк Рігнер, а Юрген Шольц залишив гурт, який продовжив виступати з одним гітаристом. 1999 року вийшов останній альбом перед розпадом гурту, «The Final Chapter», що являв собою своєрідну збірку кращого з доданими раритетними записами і новими піснями. Після успішного фінального туру гурт розпався, випустивши наостанок концертний альбом.
Втім, у 2002 році «Secret Discovery» знову зібралися разом, підсиливши свій склад другим гітаристом Рамзесом Размджу. Новим басистом гурту став Мартін Гірш. У 2004 вийшов перший альбом після возз'єднання, «Pray», після чого гурт давав одноразові спільні концерти з «Oomph!», «Tiamat» і «Nightwish».
У 2006 році вийшов альбом «Alternate» і гурт провів спільний тур з «Unheilig». 2012 року групу покинув барабанщик Ларс Гребе, його замінив Карстен Вітте. Крім того, до гурту повернувся один з його засновників, Міхаель Гускі, замінивши Рамзеса як гітарист. Гурт відіграв концерти на фестивалях «Wave-Gotik-Treffen» у Лейпцизі і «Blackfield Open Air» у Гельзенкірхені та дав клубний концерт у «Bochumer KULT Club».
У 2013 році, паралельно з роботою над новим пісенним матеріалом, вокаліст Кай Гофманн започаткував проєкт під назвою «SECRET 2», для якого він переробив пісні гурту в електронній та оркестровій формах. Важливим елементом творчості «SECRET 2» є візуальна складова у вигляді атмосферних відеопроєкцій. Ідею підтримав Торстен Зікерт з концертного майданчика «Zeche Bochum», де і відбулася прем'єра цього проєкту 27 грудня того ж року.
У травні 2014 року гурт випустив для вільного завантаження пісню «Auf Wiedersehen (In Richtung Sieg)» (нім. «До побачення (Назустріч Перемозі») з нагоди чемпіонату світу з футболу. На цю ідею Кая Гофмана надихнув його друг колишній професійний футболіст Гольгер Аден, який також взяв участь у записі як басист. Відео до пісні гурт оприлюднив на YouTube.

## Дискографія

### Альбоми, мініальбоми та сингли
- 1989: Way to Salvation (LP — 500 Pressungen)
- 1992: Dark Line (CD)
- 1993: Into the Void (CD)
- 1994: Wasted Dreams (CD)
- 1994: Cage of Desire (мініальбом)
- 1996: A Question of Time (CD)
- 1996: Philharmonic Diseases (CD)
- 1996: Hello Goodbye (mini CD)
- 1997: Slave (CD)
- 1997: Slave to the Rhythm (mini CD)
- 1998: Follow Me (mini CD)
- 1999: You Spin Me Round (mini CD)
- 1999: The Final Chapter (CD)
- 1999: Live (Zeche Bochum, 2. Mai 1999) (CD)
- 2004: Pray (CD)
- 2004: Down (mini CD)
- 2006: Alternate (CD)
- 2014: Auf Wiedersehen (In Richtung Sieg) (сингл)

### Відео
- 1996: Live Clips 1995—1996 (VHS-video)
- 2013: Hurt (Nine Inch Nails/Johnny-Cash-Coverversion)
- 2014: Auf Wiedersehen (in Richtung Sieg) — Song zur FIFA Fußball WM 2014
- 2015: Dein Reich — Je suis Paris! (Paris Attacks)

## Подальша інформація
- Сторінка гурту на Facebook
- Secret Discovery на Encyclopaedia Metallum